# گابریل گالاتری دی جنولا
گابریل گالاتری دی جنولا (انگلیسی: Gabriele Galateri di Genola؛ زادهٔ ۱۱ ژانویهٔ ۱۹۴۷) مدیر اجرایی اهل ایتالیا است، که هم‌اکنون به‌عنوان رئیس هیئت مدیره شرکت بیمه جنرالی فعالیت می‌کند.